# Tirando al gallo

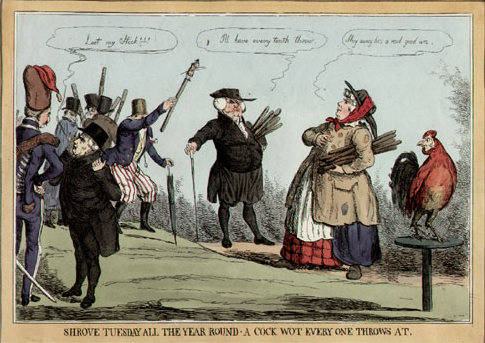
Dibujo de ca. de 1820 que representa a Wellington como el gallo que va a ser usado en el juego.

Tirando al gallo o tiro al gallo (en inglés: cock throwing) también conocido como lanzar al gallo o arrojar al gallo, fue un deporte ampliamente practicado en Inglaterra hasta finales del siglo XVIII. Un gallo era atado a un poste y las personas se turnaban para tirarle con un cokstele (una especie de palo o bastón) hasta que el ave moría. El juego era asociado tradicionalmente con el martes de carnaval. En 1937, un colaborador de la revista The Gentleman's Magazine, durante una fase antigálica de la cultura británica, era de la opinión de que el tiro al gallo surgió de la tradicional enemistad hacia los franceses, para lo cual el gallo jugaba un papel emblemático.
El tiro al gallo era un popular pasatiempo entre la gente de todas las clases, especialmente entre los niños, y aunque generalizado, era menos común que las peleas de gallos. Tomás Moro refería su habilidad en la infancia para fundir el cokstele. Si al ave se le rompían las piernas o era lisiada durante el evento, algunas veces era detenida por medio de palos con el fin de prolongar el juego. El gallo era también colocado a veces dentro de una vasija de barro para evitar su movimiento. Algunas variantes incluían «atemorizar al ganso», donde el gallo era substituido por un ganso; y «apalear al gallo» o «azotar al gallo», en el cual el gallo era colocado en un pozo donde los participantes con los ojos vendados intentaban golpearlo con sus palos. 
En 1660, un pronunciamiento oficial por parte de funcionarios puritanos de Bristol en el que pretendían prohibir el tiro al gallo el martes de carnaval dio lugar a un motín.
La popularidad del tiro al gallo se desvaneció lentamente en Inglaterra, conforme fueron cambiando los valores sociales y el bienestar animal se convirtió en una preocupación. William Hogarth la presenta como una actividad bárbara, la primera etapa de una «pendiente resbaladiza», en su obra Las cuatro etapas de la crueldad en 1751, y Nathan Drake acreditó esto en parte a cambios en las actitudes públicas hacia el deporte. A partir de mediados del siglo XVIII, los magistrados comenzaron a tratar el problema con más dureza, lo significaba su pérdida de popularidad entre las clases «respetables», imponiendo multas por delitos del orden público, y las autoridades locales prohibieron la práctica en muchos lugares. A principios del siglo XIX la tradición fue olvidada y presentándose como incidentes aislados en la década de 1840.